# Choucador à queue violette
Lamprotornis chalcurus
Espèce
Statut de conservation UICN

 LC  : Préoccupation mineure
Le Choucador à queue violette (Lamprotornis chalcurus) est une espèce de passereaux de la famille  des Sturnidae.

## Répartition
Son aire s'étend horizontalement de la Gambie à l'ouest du Kenya.